# Andreas Büngen
Andreas Büngen (* 6. Oktober 1982 in Radevormwald) ist ein deutscher Schauspieler.

## Leben
Andreas Büngen machte im Juni 2002 sein Abitur. Vom 16. April 2002 bis 29. September 2009 war er in der RTL-Daily-Soap Unter uns in der Rolle des Jan Gräser zu sehen. Er beschloss, nach 1800 Folgen aus der Soap auszusteigen, um sich neuen Projekten widmen zu können.
Zum Wintersemester 2009/10 widmete er sich wieder seiner Ausbildung und nahm ein Lehramtsstudium an der Universität zu Köln auf.
Andreas Büngen lebt mit seiner Familie in Wermelskirchen, ist verheiratet und hat zwei Kinder. Er spielt Trompete und hat bereits mehrmals vor Publikum gesungen. In seiner Freizeit spielt er Fußball beim Dabringhauser TV.